# (27771) 1991 VY2
(27771) 1991 VY2 là một tiểu hành tinh vành đai chính. Nó được phát hiện bởi Atsushi Sugie ở Dynic Astronomical Observatory Nhật Bản, ngày 5 tháng 11 năm 1991.